# Skyscrapers
Skyscrapers, en español "Rascacielos", es un sencillo de la banda estadounidense OK Go. Fue lanzada formando parte del tercer álbum de la banda, Of the blue colour of the sky y fue lanzado en 2012 (ese mismo año también en Europa. El videoclip de Skyscrapers fue nominado en los Grammys perteneciente a la categoría "Mejor Vídeo Musical Corto-Forma".

## Vídeo musical
El videoclip de la canción "Skyscrapers" fue producido por Dave Fridmann y creado por Paracadute Pro. En el vídeo, se muestra a una pareja de bailarines bailando a lo largo de un muro pintado de diferentes tonalidades de colores, variando desde violeta hasta amarillo. No solo cambia el color de la pared, sino también el de sus vestidos. El video fue estrenado en 2012 y siendo nominado en los Grammys, aunque no ganó el trofeo.